# Мнемосхема

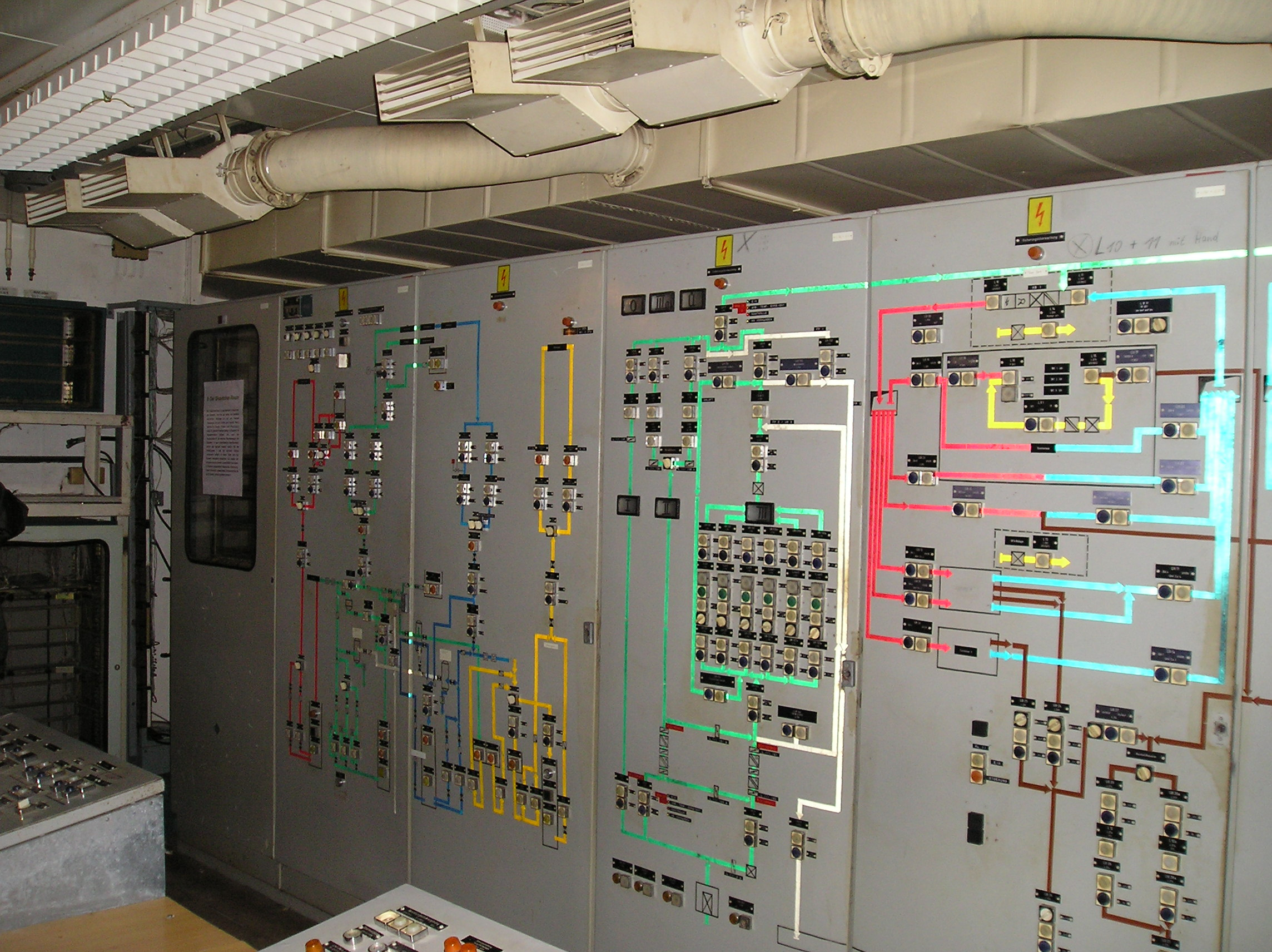
Мнемосхема на щите контроля и упраления

Мнемосхема (мнемоническая схема) — комплекс символов, которые изображают элементы контролируемой или управляемой установки, их взаимные связи. Мнемосхема размещается на контрольном щите или пульте управления. Щит контроля и управления, на котором на мненмосхеме расположены измерительные приборы называется графической панелью.
На мнемосхемах отражается основное оборудование, сигналы, состояние регулирующих органов. Мнемосхемы могут отражать как общую картину состояния системы, технологического процесса, так и состояние отдельных агрегатов, устройств, значения параметров и т. п. Вспомогательный и справочный материал должен быть расположен в дополнительных формах отображения, с возможностями максимально быстрого извлечения этих вспомогательных форм на экран.
Мнемосхемы помогают оператору, работающему в условиях большого количества поступающей информации, облегчить процесс информационного поиска, подчинив его определенной логике, диктуемой реальными связями параметров контролируемого объекта. Они облегчают оператору логическую систематизацию и обработку поступающей информации, помогают осуществлению технической диагностики при отклонениях процесса от нормы, обеспечивают внешнюю опору для выработки оптимальных решений и формирования управляющих воздействий.

## Использование мнемосхем
Мнемосхемы эффективно используют в случаях, когда:
- управляемый объект имеет сложную технологическую схему и большое число контролируемых параметров;
- технологическая схема объекта может оперативно изменяться в процессе работы.

## Основные принципы
В основе мнемосхем лежат несколько основных принципов
- принцип лаконичности, согласно которому мнемосхема должна быть простой, не должна содержать лишних, затемняющих элементов, а отображаемая информация должна быть четкой, конкретной и краткой, удобной для восприятия и дальнейшей переработки.
- принцип обобщения и унификации предусматривает требование, согласно которому надо выделять и использовать наиболее существенные особенности управляемых объектов, то есть на мнемосхеме не следует применять элементы, обозначающие несущественные конструктивные особенности системы, а символы сходных объектов и процессов необходимо по возможности объединять и унифицировать.
- принцип акцента — к элементам контроля и управления на мнемосхемах в первую очередь необходимо выделять размерами, формой или цветом элементы, наиболее существенные для оценки состояния, принятия решения и воздействия на управляемый объект.
- принцип автономности предусматривает необходимость обособления друг от друга участков мнемосхемы, соответствующих автономно контролируемым и управляемым объектам и агрегатам. Эти обособленные участки должны быть четко отграничены от других и согласно принципу структурности должны иметь завершенную, легко запоминающуюся и отличающуюся от других структуру. Структура должна отражать характер объекта и его основные свойства.
- принципом пространственного соотнесения элементов контроля и управления расположение контрольно-измерительных и индикаторных приборов — должно быть четко согласовано с расположением соответствующих им элементов управления, то есть должен соблюдаться закон совместности стимула и реакции.
- принцип использования привычных ассоциаций и стереотипов предполагает применение на мнемосхемах таких условных обозначений параметров, которые ассоциируют с общепринятыми буквенными обозначениями этих параметров. Желательно применять, если это возможно, вместо абстрактных знаков символы, ассоциирующиеся с объектами и процессами.

## Главная задача мнемосхемы
Отображение логики контролируемых и управляемых процессов, способствовать упрощению поиска и опознания нужной информации и оперативному принятию правильных решений.

## Классификация мнемосхем по типу

### Операторские
Отображают, как правило, единый пространственно сосредоточенный технологический комплекс
В зависимости от того, выполняет оператор какие-либо переключения непосредственно на мнемосхеме или она является чисто осведомительным информационным устройством, операторские мнемосхемы подразделяются на оперативные и неоперативные
- оперативные мнемосхемы наряду с различными устройствами отображения, приборами, изобразительными и сигнальными элементами имеют органы управления индивидуального или вызывного типа.
- неоперативные

### Диспетчерские
Отображают рассредоточенную систему, включающую в себя разнообразные технологические комплексы, объекты, агрегаты. В зависимости от того, выполняет оператор какие-либо переключения непосредственно на мнемосхеме или она является чисто осведомительным информационным устройством диспетчерские подразделяются — на световые и мимические
- световые
- мимические — ручные переключатели для снятия сигналов и приведения отображения состояния объекта на мнемосхеме в соответствии с его реальным состоянием.

Операторские и диспетчерские мнемосхемы существенно различаются степенью детализации и подробностью отображения отдельных объектов контроля и управления.

### Индивидуальные
Индивидуальные или однообъектные мнемосхемы — мнемосхемы, у которых каждый информационный элемент связан только с одним датчиком, то есть участки схемы постоянно подключены к одним и тем же управляемым объектам.

### Вызывные
Вызывные мнемосхемы или избирательные (многообъектные) — мнемосхемы, у которых участки могут периодически или по необходимости подключаться к нескольким объектам, имеющим одинаковую структуру, называются вызывными или избирательными (многообъектными). В вызывных мнемосхемах могут подключаться либо тот или иной объект, либо тот или иной датчик одного объекта. С помощью вызывной мнемосхемы можно значительно сократить размеры панели, сэкономить в приборах и СОИ, облегчить условия работы оператора за счет уменьшения поля зрения и упрощения схемы.

### Постоянные
Постоянная мнемосхема — мнемосхема, на которой постоянно отображается одна и та же схема объекта. В сменных мнемосхемах изображение в процессе работы может существенно изменяться в зависимости от режимов работы объекта (пусковая схема, схема нормальной работы, аварийная схема и т. д.).

## Классификация мнемосхем по виду

### Расположение
- отдельных панелях
- надстройке к приборному щиту
- приставке к пульту
- рабочей панели пульта

### Информация на мнемосхеме
- аналоговая
- аналого-дискретная
- дискретная

### Условные обозначений объекта, агрегата, технологической линии и другого оборудования
- плоские
- рельефные
- объемные

### Способ кодирования
- условный
- символический

## Условные знаки на мнемосхемах
Условные знаки не имеют никакого внешнего сходства и не создают зрительных ассоциаций с отображаемыми объектами и явлениями.
При разработке мнемосхем важен оптимальный выбор форм используемых символов. По форме символы должны представлять собой замкнутый контур. Вспомогательные элементы и линии не должны пересекать контур символа или каким-либо другим способом затруднять чтение.
Повышенные требования должны предъявляться к символам, сигнализирующим функциональное (особенное аварийное) состояние отдельных агрегатов или объектов.

### Соединительные линии на мнемосхеме
Должны быть прямыми и сплошными. При компоновке мнемосхемы необходимо стремиться, чтобы соединительные линии были возможно короче и имели наименьшее число пересечений.

## Специфика работы с мнемосхемами
При работе с мнемосхемами, имеющими значительные размеры и множество объектов различных цветов и яркостей, зрительная система оператора подвергается большой нагрузке. Поэтому не допускается использование в большом количестве цветов, которые быстро утомляют глаз — красного, фиолетового, пурпурного. В качестве фона мнемосхем рекомендуется применять малонасыщенные цвета средней частоты спектра.

## Оценка мнемосхем
Происходит по двум параметрам
1. Коэффициент информативности — отношение числа пассивных элементов и активных.
2. Коэффициент заполнения поля — отношение числа пассивных элементов мнемосхем к общему числу элементов мнемосхемы.